# Saint-Dolay
Saint-Dolay (tiếng Breton: Sant-Aelwez) là một xã ở tỉnh Morbihan trong vùng Bretagne tây bắc Pháp. Xã này có diện tích 48,26 km², dân số năm 1999 là 1977 người. Khu vực này có độ cao từ 1-69 mét trên mực nước biển.
Cư dân của Saint-Dolay danh xưng trong tiếng Pháp là Dolaysiens.